# Lenticulaire druk

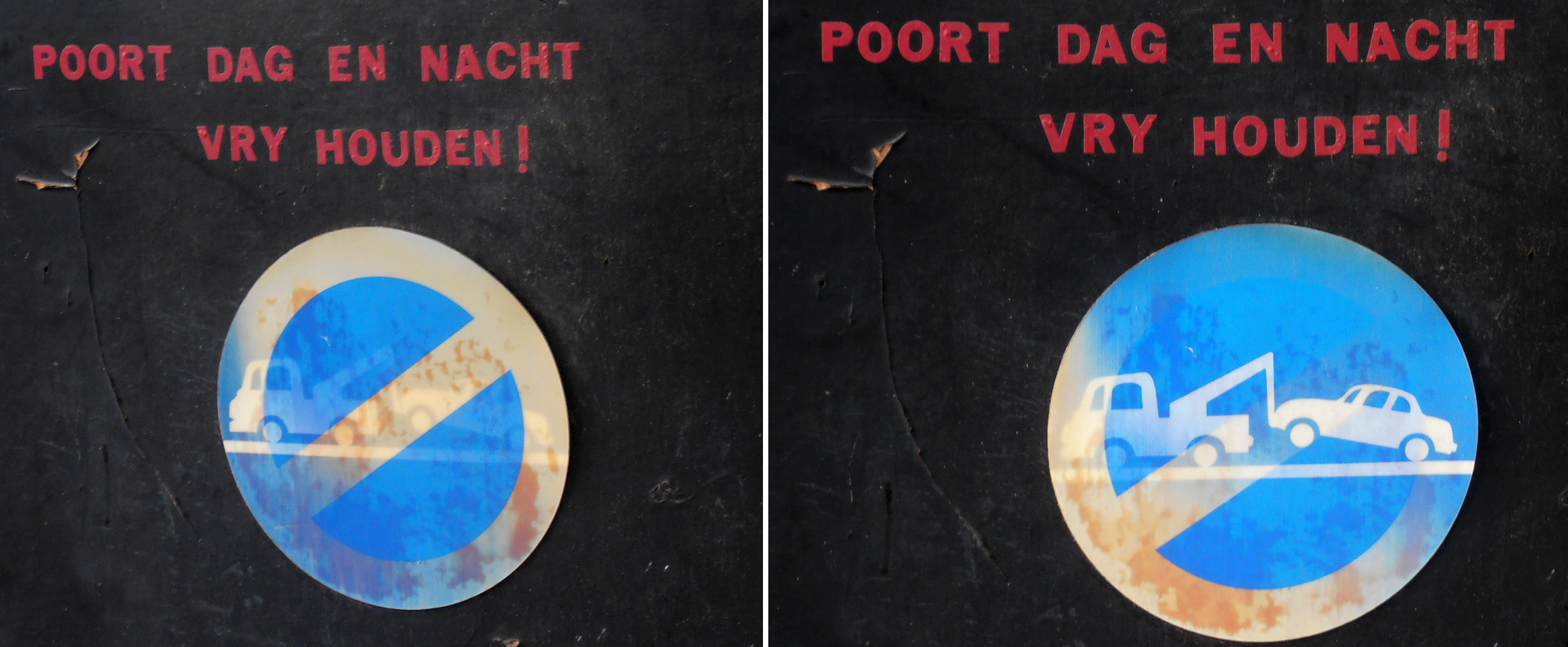
Voorbeeld van een afbeelding in lenticulaire druk. Voorbijgangers zien afwisselend een "verboden te parkeren"-verkeersbord en een takelwagen.

Lenticulaire druk is een druktechniek waarmee men een verschillend beeld ziet naargelang van de hoek waaronder men naar het drukwerk kijkt. Door die hoek te veranderen lijken de beelden in elkaar over te vloeien. Het effect ontstaat doordat men naar het drukwerk kijkt doorheen een fijn lenzenrooster, dat als een geribbelde doorzichtige laag boven de afbeeldingen is aangebracht.
De beelden kunnen totaal verschillend zijn, maar men kan de techniek gebruiken om de illusie op te wekken van beweging (met beelden van hetzelfde onderwerp op verschillende tijdstippen) of om een driedimensionaal effect te suggereren (met beelden van eenzelfde object vanuit verschillende standpunten). De techniek wordt vooral gebruikt voor gadgets, speelgoed en reclameobjecten, zoals postkaarten, sleutelhangers, muismatten en dergelijke, die als men ze kantelt een andere afbeelding laten zien.
De techniek kwam in de jaren 1940 op de markt, toen de ontwikkelingen op het gebied van kunststoffen de productie van dergelijke fijne lenzenroosters mogelijk maakten. De Amerikaanse firma Pictorial Productions begon ermee na de Tweede Wereldoorlog. Een van de eerste toepassingen waren politieke badges voor de presidentscampagne van Dwight D. Eisenhower met de slogan "I Like Ike!"en een foto van Eisenhower in lenticulaire druk. De firma raakte meer bekend onder de naam "Variview" of "Vari-Vue" wat in feite de naam was van haar drukprocedé.

## Werking

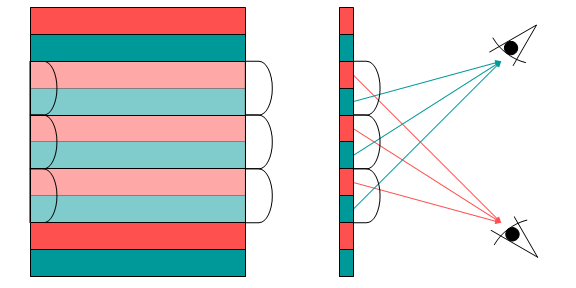
Werkingsprincipe van lenticulaire druk. Afhankelijk van de hoek waaronder men kijkt ziet men ofwel een groen vlak ofwel een rood vlak.

Om van twee beelden een lenticulaire afdruk te maken verdeelt men ze in zeer fijne strookjes. Men neemt dan afwisselend van het ene beeld de even strookjes en van het andere beeld de oneven strookjes. Het resulterende beeld kleeft men of drukt men rechtstreeks af op de achterkant van een geribbelde kunststof, waarvan de ribbels evenwijdig lopen met de strookjes en die één ribbel heeft per twee strookjes. De ribbels werken als een lens die het licht breken. Als men door de ribbels heen kijkt, ziet men naargelang de hoek waaronder men kijkt het ene of het andere beeld. Gewoonlijk ziet men een gemengd beeld, omdat de kijkhoek van het ene oog iets verschilt van die van het andere oog.
Men kan dit procedé uitbreiden naar drie of meer afbeeldingen. Met drie afbeeldingen brengt men van elk beeld één derde van de strookjes over naar het eindbeeld, in de volgorde 1-2-3-1-2-3..., en moeten er drie strookjes per ribbel zijn. Hoe meer beelden men gebruikt hoe meer informatie er van elk beeld dus verloren gaat.
Tegenwoordig bestaat er speciale software die verschillende digitale beelden verwerkt tot een beeld voor lenticulaire druk. Voor het afdrukken is een printer nodig die een voldoende hoge resolutie aankan. Nadien kan men de afdruk lamineren met een folie van het lenticulaire plastic met passende lensdichtheid. Die wordt meestal uitgedrukt in LPI (lenticules per inch) en kan gaan van 15 tot 150 LPI. Er zijn ook printers die rechtstreeks op lenticulair plastic kunnen drukken.